# Aeroporto Internazionale di Nouakchott-Oumtounsy
L'Aeroporto Internazionale di Nouakchott-Oumtounsy (in arabo مطار نواكشوط الدولي - أم التونسي‎?; in francese Aéroport International de Nouakchott-Oumtounsy) è uno scalo aereo mauritano che serve la capitale Nouakchott. È situato a 25 km a nord della città ed ha rimpiazzato il vecchio aeroporto di Nouakchott.

## Storia
La sua costruzione fu approvata dal governo mauritano il 13 ottobre 2011. È stato inaugurato il 23 giugno 2016 in occasione del 27º summit della Lega Araba.